# Comarque Guna Yala
La  comarque Guna Yala (écrit Kuna Yala jusqu'en 2010) est une comarque du Panama,  province côtière indigène du nord-est habitée par les Kunas dont le chef lieu est Gaigirgordup (anciennement El Porvenir).

## Situation
Sa capitale est Gaigirgordup
Au Nord la comarque est entièrement bordée par la mer des Caraïbes, plus précisément par le golfe d'Uraba, tandis qu'au sud, elle est délimitée par la province de Panama, la province de Darién et la Comarque Emberá-Wounaan et, à l'ouest, par la province de Colón.
À l'est, la comarque est en contact avec la frontière internationale de la Colombie par la municipalité d'Acandí, dans le département de Chocó.

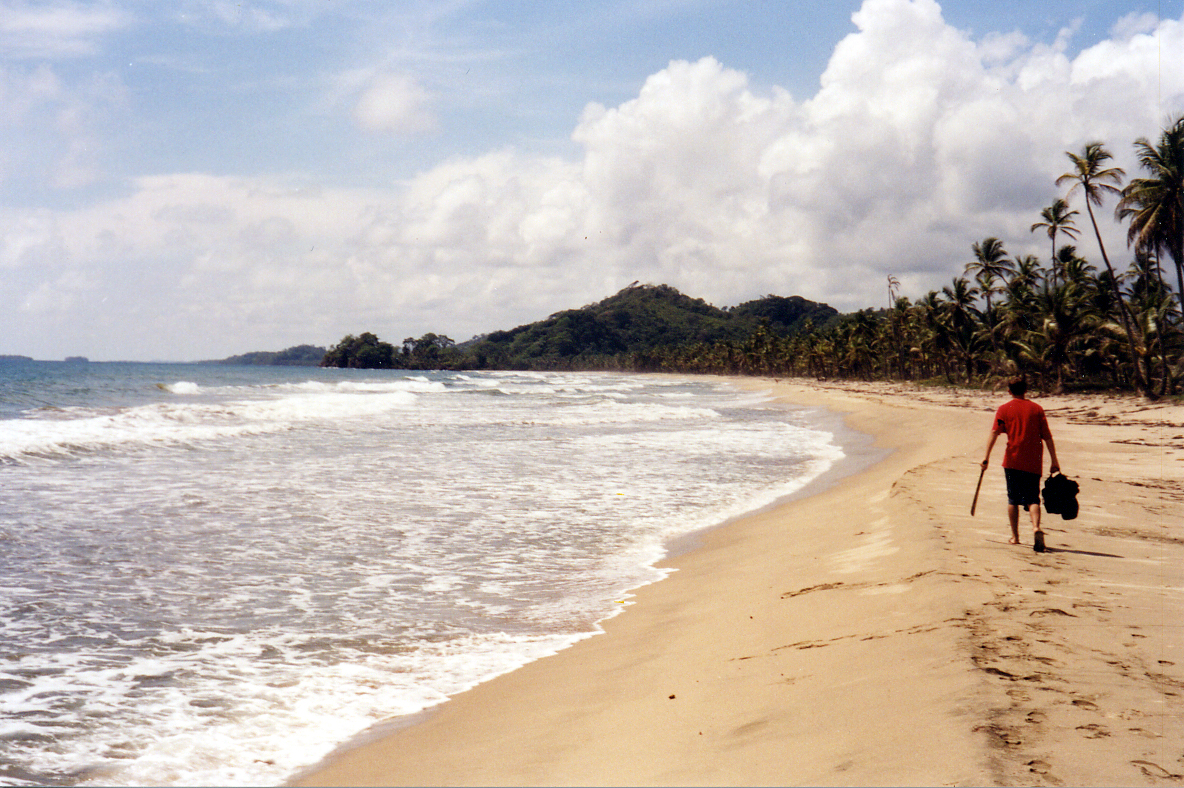
Plages continentales.

## Divisions administratives
La  comarque Guna Yala  n'a aucun district mais quatre corregimientos :
| Corregimiento de Ailigandí - Aidirgandi - Ugupa ou Playón Grande - Irgandi - Ugupseni ou Playón Chico - Papa Nagued Dupir ou Saint Ignace de Tupile - Ailigandí - Achutupu ou île aux chiens - Mamitupu ou île de Mamey (es) - Ustupu ou île aux lapins (es) | Corregimiento de Narganá - Wichupwala - Nalunega - Gorbisgi - Cartí Mamidup - Uargandup - Ailidup - Orosdup - Mandi Ubgigandup - Arridup ou île de l'Iguane (es) - Narasgandup Dummad ou Naranja Grande - Narasgandup Bipi ou Naranja Chica - Akwadup - Cartí Sugdupu - Cartí Mulatupu - Cartí Yandup - Cartí Tupile - Mirya Ubgigandup ou Soledad Miria - Mormagedup ou Isla Máquina - Mamardup - Urgandi - Nusadup - Uargandup ou Río Azúcar - Yandup ou Narganá - Agwanusadup ou Corazón de Jesús - Digir Dubbu ou Isla del Tigre - Niadup ou Ticantiquí - Isla Pino - Maguebgandi | Corregimiento de Puerto Obaldía - Puerto Obaldía - Armila - Bahía Blanca ou Playa Blanca - La Boca - La Miel | Corregimiento de Tubualá. - Mansucun - Nabagandi - Mulatupu (es) - Sasardi (es) - Tubualá - Goedupu - Isla Cuba - Marmartupu - Sukunya - Yansipdiwar - Anachuguna |